# R. Kelly

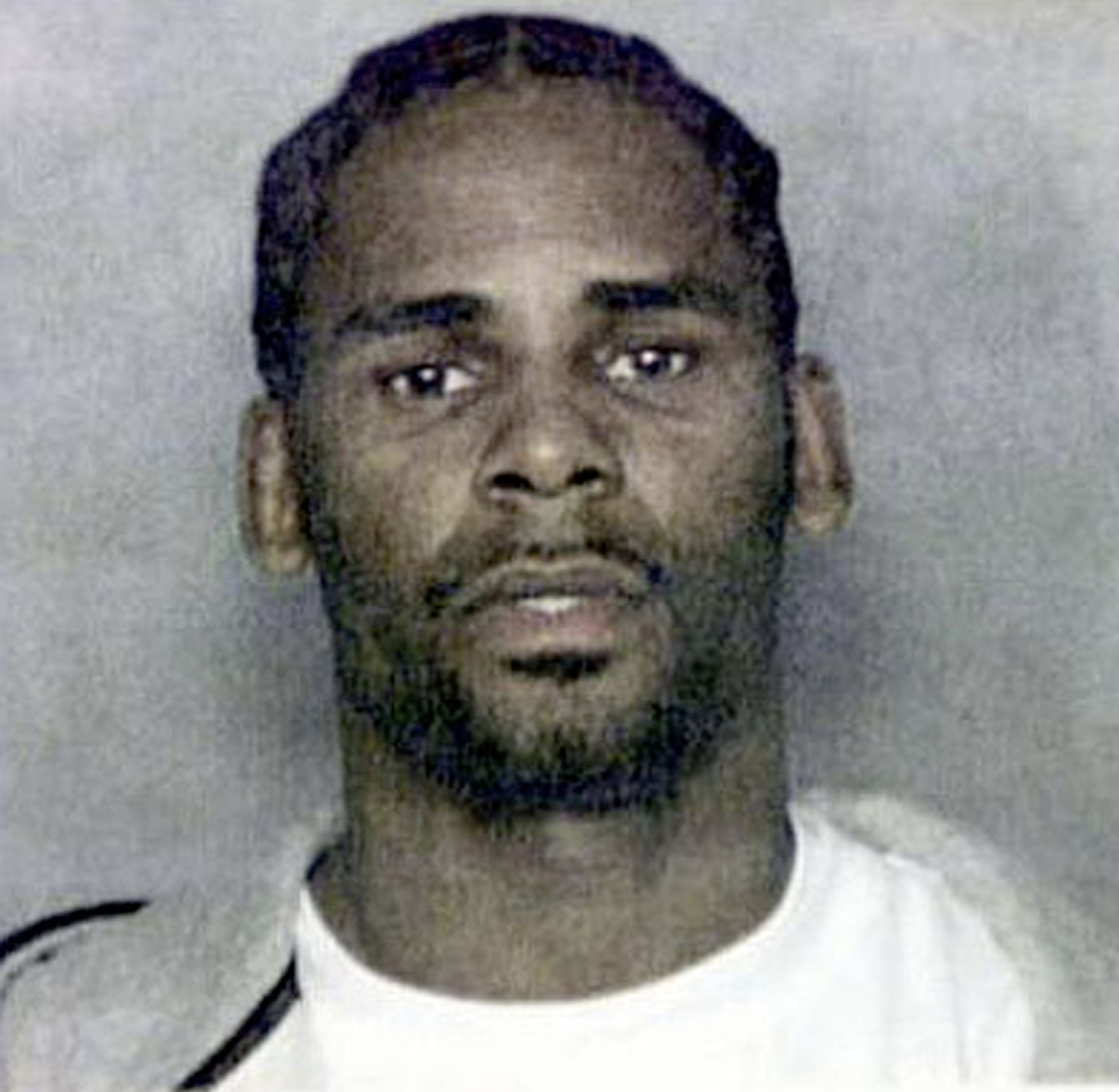
Polizeifoto, 2003

Robert Sylvester Kelly (* 8. Januar 1967 in Chicago) ist ein US-amerikanischer R&B-Sänger, Songschreiber, Musikproduzent und verurteilter Sexualstraftäter. Mit weltweit mehr als 140 Millionen verkauften Tonträgern ist er einer der erfolgreichsten Musikinterpreten der Gegenwart.
Neben seinen internationalen Solo-Hits wie I Believe I Can Fly, If I Could Turn Back the Hands of Time oder The Storm Is Over Now ist Kelly auch bekannt für Zusammenarbeiten, Kompositionen und Produktionen für Künstler wie Michael Jackson, Whitney Houston, Mariah Carey, Céline Dion, Britney Spears, Aaliyah sowie in den letzten Jahren auch für Kanye West, Justin Bieber und Lady Gaga. In den 2000er-Jahren war R. Kelly noch vor Timbaland und Pharrell Williams der Songwriter mit den meisten Platzierungen in den US-amerikanischen Singlecharts. Somit war er über zwei Jahrzehnte der erfolgreichste Künstler in Sachen Songwriting und Hits in den Billboard-Charts.
R. Kelly, dessen Karriere seit den 1990er Jahren von Vorwürfen des sexuellen Missbrauchs Minderjähriger begleitet war, wurde im September 2021 schuldig gesprochen, entsprechende Verbrechen begangen zu haben. Ende Juni 2022 legte ein New Yorker Gericht die Haftstrafe auf 30 Jahre fest.

## Biografie

### Jugend und Privatleben
Robert Kelly verbrachte seine Kindheit mit der alleinerziehenden Mutter Joanne Kelly und drei Geschwistern in einer Sozialsiedlung in der South Side von Chicago. 1993 starb seine Mutter an Krebs. In seiner Jugend profilierte er sich als Basketballspieler bei den Atlantic City Seagulls und entdeckte seine musikalische Begabung im Musikclub seiner Highschool. Anfangs spielte Kelly Klavier nach Gehör, später kaufte er sich ein tragbares Keyboard und verdiente als Straßenmusiker sein erstes Geld. Im Alter von zwölf Jahren wurde er auf dem Schulweg von einer verirrten Kugel in die Schulter getroffen.
Als R. Kelly 27 Jahre alt war, hatte er eine Beziehung mit der von ihm promoteten damals 15-jährigen Musikerin Aaliyah. Die Heirat war illegal und wurde nach einigen Monaten annulliert. Kelly war verheiratet und hat zwei Töchter und einen Sohn.

### Karriere in den 1990er Jahren
1991 unterschrieb R. Kelly einen Vertrag bei Jive Records. Die erste Veröffentlichung hieß Born into the ’90s und brachte ihm 1993 in den USA erstmals Platin ein. Bei seiner ersten England-Tour trat er in London dreimal im ausverkauften Hammersmith Apollo auf. 18 Monate später bestritt er bereits fünf weitere ausverkaufte Shows in derselben Halle sowie einen Auftritt in Wolverhampton. Während sein Debütalbum in Großbritannien noch Silber einspielte, stand er mit dem Nachfolger 12 Play bereits an der Spitze der Pop-Charts. Your Body’s Callin’, die erste Singleauskoppelung, wurde Anfang 1994 Kellys erste Top-20-Single in Großbritannien. Sex Me (Pt. 1 & 2) wurde schließlich mit Gold ausgezeichnet. Sein Debütalbum erhielt Preise als Best Album und Best R&B Album bei den Billboard Music Awards 1994. Sein 1995 veröffentlichtes Nachfolgealbum mit dem Titel R. Kelly erhielt siebenfach Platin, und auch alle vier Singleauskopplungen wurden mit Platin ausgezeichnet. Auf seiner ausverkauften Europa-Tournee waren seine Zwischenstationen Wembley-Stadion in London und NEC in Birmingham. Bei den Soul Train Music Award erhielt R. Kelly eine Auszeichnung für Bump ’N Grind in der Kategorie Best R&B/Soul Single Male, bei den Billboard Music Awards für das Best Album.
Neben seinen eigenen Veröffentlichungen betätigte er sich als Songwriter, Produzent sowie am Mischpult für andere Künstler. 1995 ließ Janet Jackson ihr Anytime, Anyplace von ihm remixen. Er schrieb, produzierte und arrangierte unter anderem Michael Jacksons Hit You Are Not Alone. Der Song wurde ein weltweiter Nummer-eins-Erfolg. Für You Are Not Alone und Stroke You Up (Changing Faces) ehrte ihn die BMI Pop Citation of Achievement 1995 für seine künstlerisch wertvollen Leistungen. Später stellte sich heraus, dass Kelly den größten Teil der Melodie gestohlen hatte. Sein Album R (Doppel-CD) erschien im Oktober 1998 und besteht aus 30 Titeln (130 Minuten Spielzeit), darunter die Hits I Believe I Can Fly und Gotham City. Die Singles wie auch das Album hielten sich wochenlang in den Top Ten und insgesamt ein halbes Jahr in den deutschen Charts. Kelly wurde allein in Deutschland mit Doppel-Platin für über 300.000 verkaufte Platten ausgezeichnet und konnte weltweit bisher über sieben Millionen Platten verkaufen.
Die Single I Believe I Can Fly aus dem Soundtrack von Space Jam brachte ihm Grammys in den Kategorien Best Song For A Motion Picture, Best R&B Song und Best R&B Vocal Performance ein. Darüber hinaus war er für Record of the Year und Song of the Year nominiert. Bei den 28th Annual NAACP Image Awards siegte I Believe I Can Fly als Best Music Video und Best Song. Bei den BMI Awards kürte man ihn zum Pop-Songwriter of the Year 1998, und bei den MTV Video Music Awards wurde Kelly in mehreren Kategorien nominiert. Es folgte die Top-10-Single Gotham City aus dem Soundtrack von Batman & Robin.
Anfang 1999 folgte mit I’m Your Angel im Duett mit Céline Dion eine weitere Nummer-eins-Platzierung in den Billboard-Charts. Bei den 1999er Grammy-Awards nominierte man ihn in den Kategorien Best Pop Collaboration Vocals für I’m Your Angel und Best R&B Performance by a Duo (für Lean Me On mit Kirk Franklin, Mary J. Blige, Bono & Chrystal Lewis), und bei den Source Hiphop Music-Awards wurde er von der Hip-Hop-Szene als Künstler des Jahres ausgezeichnet. Bei den Soul Train Awards ehrte man ihn als Entertainer of the Year und mit dem Best Male R&B/Soul Album. Weitere Ehrungen und Nominierungen folgten, so auch mit einer Auszeichnung als R&B/Hip-Hop Artist of the Year bei den Billboard Music Awards und Favorite Male Soul/R&B-Artist bei den American Music Awards. Im Jahresrückblick stellte das Billboard Magazine fest: „R. Kelly hatte mehr Top-40-Hits in den 1990er Jahren als irgendein anderer männlicher Solokünstler (15 Stück), davon waren allein acht Singles in den Top 10.“

### Karriere ab 2000

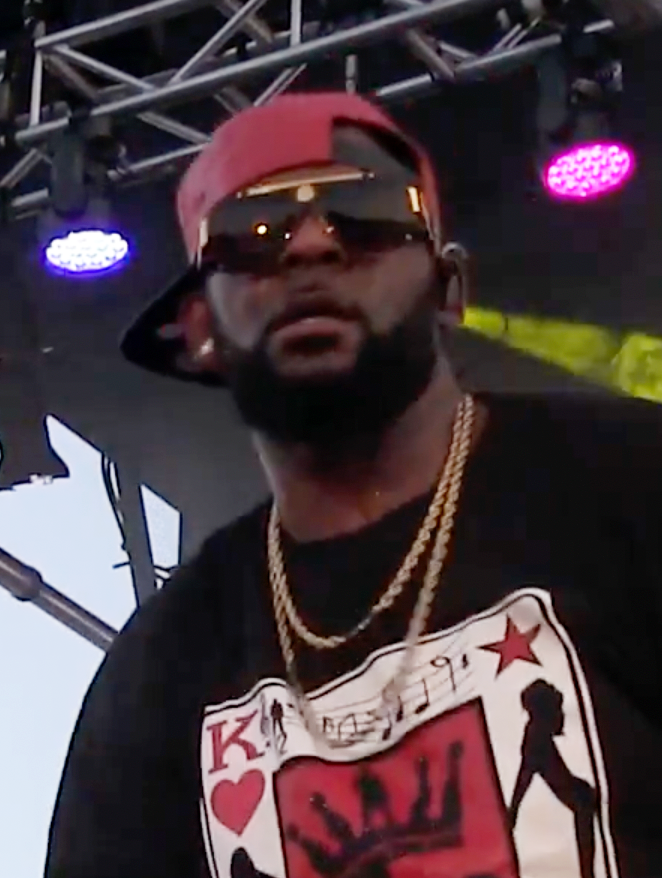
R. Kelly, 2017

Kellys erste Singleauskopplung I Wish aus dem Album TP-2.com im Jahr 2000 belegte Spitzenpositionen in den internationalen Charts. In Deutschland platzierte sich der Song als Neueinsteiger auf Rang 10. Auch die zweite Single The Storm Is Over Now war erfolgreich und konnte Platz 13 in Deutschland, Platz 10 in Österreich und Platz 6 in der Schweiz erzielen. In den USA erreichte die Single Rang 18 und das Album TP-2.com wurde mit sechs Platin-Schallplatten ausgezeichnet. Für das im Herbst 2001 erschienene Studioalbum Invincible von Michael Jackson schrieb und produzierte er den Titel Cry, der in Europa auch als Single veröffentlicht wurde, jedoch nicht an den Erfolg von You Are Not Alone anknüpfen konnte. 2002 wurde Kellys erste Kollaboration mit Jay-Z veröffentlicht, die Platin erhielt. Das 2003 veröffentlichte Album Chocolate Factory war schon vor der Veröffentlichung auf Platz 1 der Billboard-Charts und beinhaltet Top-Ten-Hits wie Ignition, Snake oder Step in the Name of Love.
Ende 2003 folgte Kellys erstes Best-of-Album mit dem Titel The R. in the R&B Collection. 2004 hat er mit Happy People/U Saved Me und Unfinished Business zwei erfolgreiche Alben auf den Markt gebracht und wurde insgesamt viermal mit Platin ausgezeichnet. Letzteres war eine Zusammenarbeit mit Rapper Jay-Z. Aus den Alben wurden unter anderem Big Chips, Happy People und You Saved Me ausgekoppelt. Happy People/U Saved Me war in den Top 10 mehrerer Staaten, unter anderem in Großbritannien, USA und Deutschland genauso wie Unfinished Business, das die Nummer eins der US-Charts war. TP-3: Reloaded wurde im Juli 2005 veröffentlicht und platzierte sich weltweit in den Top 10. In den USA wurde das Album mit Doppelplatin ausgezeichnet. Mit den Single-Auskopplungen In the Kitchen, Trapped in the Closet, Playa’s Only, Slow Wind, Burn It Up und Kickin’ It With Your Girlfriend wurde das siebte Studioalbum von R. Kelly beworben.
Der Titel des achten Studioalbums, das im Mai 2007 veröffentlicht wurde, lautet Double Up. Ausgekoppelt wurde die Single I’m a Flirt (Remix) zusammen mit Rapper T.I. und Sänger T-Pain. Der Song erschien auch als Original-Version zusammen mit Rapper Bow Wow auf seinem Album The Price of Fame. Der Song wurde im März veröffentlicht und konnte sich schon vorher auf Platz 8 und 11 der amerikanischen R&B- und Rap-Tracks platzieren. Unterstützung erhielt er von T-Pain und T.I. und Produzenten und Künstlern wie Snoop Dogg, Ludacris, Nelly, Chamillionaire und Keyshia Cole. 2008 nahm R. Kelly mit Beyoncé ein Remix-Duett zum Track If I Were A Boy auf. Anlässlich der Wahl von Barack Obama zum US-Präsidenten schrieb R. Kelly den Titel I Believe. Dieser stand zum kostenlosen Download auf iTunes bereit. In Deutschland wurde der Titel im Dezember 2008 als Download-Single veröffentlicht. Nach der Inauguration Obamas stieg der Titel in die deutschen Charts auf Platz 92 ein.
2009 erschien ein weiteres Album Untitled, 2010 folgte Love Letter, ein Tributealbum an R. Kellys Vorbilder Sam Cooke, Donny Hathaway und Marvin Gaye. 2012 erschien das Album Write Me Back, gefolgt von Black Panties im Jahr 2013. Diese letzten Alben konnten sich in Europa nicht nennenswert platzieren, erreichten aber in den Vereinigten Staaten die Top Ten. Ebenfalls 2013 wirkte R. Kelly bei Lady Gagas Song Do What U Want mit. 2019 ließ Lady Gaga das Duett nach Ausstrahlung der US-Fernsehdokumentation Surviving R. Kelly von allen Downloadportalen und Streamingdiensten entfernen. Der Streamingdienst Spotify entfernte aufgrund der Dokumentation die Titel von R. Kelly aus den Wiedergabelisten und schlägt zukünftig den Nutzern seine Titel nicht mehr zum Anhören vor. Auch sein Plattenlabel RCA Records kündigte die Zusammenarbeit mit Kelly auf.
2012 sang er den von ihm für Whitney Houston geschriebenen Hit I Look To You auf ihrer Trauerfeier in New Jersey.

## Auszeichnungen und Rezeption
Die Zeitschrift Billboard kürte ihn 2010 zum erfolgreichsten R&B-Interpreten der letzten 25 Jahre. Die Zeitschrift Vibe bezeichnete Kelly 2013 als „größtes Musikgenie der letzten 20 Jahre“. Der Rolling Stone listete ihn 2015 auf Rang 80 der 100 größten Songwriter aller Zeiten. Von 2010 an feierten Kelly-Fans unter anderem aus den Niederlanden, Dänemark und Großbritannien im März alljährlich den „International R. Kelly Day“.

## Sexueller Missbrauch Minderjähriger
Kelly wurde mehrfach strafbarer sexueller Handlungen mit Minderjährigen beschuldigt. Die ersten derartigen Vorwürfe reichen bis ins Jahr 1994 zurück. In einem Prozess wegen des Vorwurfs der Herstellung von Kinderpornografie wurde der Musiker im Mai 2010 freigesprochen. Die Anklage hatte Kelly vorgeworfen, Sex mit seiner 13-jährigen Patentochter gehabt zu haben. Beide hatten jedoch bestritten, jene Personen zu sein, die auf einem von der Staatsanwaltschaft vorgelegten Video zu sehen sind. Das Video war im Jahr 2002 einem Reporter der Chicago Sun-Times zugespielt worden. Die Staatsanwaltschaft hatte damals zwölf Zeugen aufgeboten, welche die Patentochter wiedererkannt haben wollten. Die Verteidigung bemängelte hingegen, dass ein für Kelly charakteristischer Leberfleck auf dem Rücken des Mannes in dem Video nicht zu sehen sei und es sich daher nicht um Kelly gehandelt haben könne. Die zwölf Geschworenen hatten für ihre Beratungen zwei Tage benötigt.
Im Januar 2019 strahlte der US-Fernsehsender Lifetime eine sechsstündige Serie mit dem Titel Surviving R. Kelly aus. Diese befasste sich mit dem Vorwurf des sexuellen Missbrauchs gegen Kelly. Die Dokumentation ging davon aus, dass der Sänger in seiner Kindheit selbst Opfer von Missbrauch geworden war. Sie beleuchtete zudem die – später von einem Gericht für ungültig erklärte – Ehe des damals 27-jährigen Kelly mit der Sängerin Aaliyah, die während der Ehe erst 15 Jahre alt gewesen sein soll. Mehrere Frauen werfen Kelly in der Dokumentation sexuellen Missbrauch vor. Auch seine Ex-Frau Andrea Kelly berichtet in dem Film von Misshandlungen durch ihren ehemaligen Mann. Kelly und sein Management wiesen die Anschuldigungen zurück und sprachen von „Unruhestiftern und Lügnern auf der Suche nach Profit und Ruhm“. Nach Ausstrahlung von Surviving R. Kelly prüften Strafverfolgungsbehörden die Vorwürfe und riefen mögliche Zeugen und Opfer auf, sich bei ihnen zu melden. Radiosender, Streamingdienste und auch Kellys Musiklabel RCA, das zu Sony Music gehört, distanzierten sich von ihm.
Ende Februar 2019 erwirkte die Staatsanwaltschaft von Cook County einen Haftbefehl gegen Kelly. Dieser stellte sich daraufhin den Behörden und wurde festgenommen. Durch Hinterlegung einer Kaution in Höhe von 100.000 Dollar konnte Kelly das Gefängnis nach drei Tagen wieder verlassen. Die Staatsanwaltschaft warf Kelly sexuellen Missbrauch Minderjähriger in neun Fällen vor. Dieser soll sich über die Jahre 1998 bis 2010 erstreckt haben; drei der vier mutmaßlichen Opfer seien während der Taten zwischen 13 und 16 Jahre alt gewesen. Im Bundesstaat Illinois ist Sex mit Personen unter 17 Jahren verboten. Der Anwalt Michael Avenatti, der zwei der mutmaßlichen Opfer vertritt, hatte den Strafverfolgungsbehörden nach eigenen Angaben eine Woche vor Kellys Festnahme ein Video übergeben, das diesen bei sexuellen Handlungen mit einer 14-Jährigen zeigen soll. Kelly selbst bestritt jegliche illegale Handlung.
Am 13. Juli 2019 wurde Kelly erneut festgenommen. In Chicago sowie in New York und Minnesota lagen Anklageschriften gegen Kelly vor, die die Verführung einer Minderjährigen, den sexuellen Missbrauch Minderjähriger, die Herstellung von Kinderpornografie, Erpressung, sexuelle Ausbeutung und Behinderung der Justiz beinhalten.
Am 9. August 2021 begann in New York City der Gerichtsprozess. Kelly selbst stritt bis zum Prozessauftakt jede strafbare Handlung ab. In einer vorab anberaumten Anhörung räumten seine Anwälte jedoch ein, dass Kelly in den 1990er Jahren Sex mit der Sängerin Aaliyah gehabt hatte, als diese noch minderjährig gewesen war. Während des Prozesses wurde er wegen Suizidgefahr unter Beobachtung gestellt. Am 27. September 2021 sprach ihn ein Geschworenengericht in neun Anklagepunkten schuldig; darunter auch in dem Anklagepunkt, mit seiner Plattengesellschaft eine kriminelle Organisation betrieben zu haben, die darauf ausgerichtet war, Menschen sexuell auszubeuten. Während des Prozesses vor einem Bundesgericht im New Yorker Stadtbezirk Brooklyn hatten elf Opfer ausgesagt, neun Frauen und zwei Männer; sechs von ihnen waren zum Tatzeitpunkt minderjährig gewesen. Kelly selbst sagte nicht aus. Am 29. Juni 2022 wurde er zu 30 Jahren Haft verurteilt.
Am 14. September 2022 sprach ihn die Jury eines Bundesgerichts in Chicago in sechs von 13 Anklagepunkten des Missbrauchs Minderjähriger schuldig. Das Strafmaß wurde im Februar 2023 verkündet. Er wurde zu einer Gefängnisstrafe von 20 Jahren verurteilt, wovon 19 Jahre auf die zuvor verhängte 30-jährige Haftstrafe angerechnet werden. Kellys Gesamthaftstrafe beträgt somit 31 Jahre. Kellys Berufungsantrag scheiterte im April 2024 vor einem Bundesberufungsgericht in Chicago.
Im Oktober 2024 machte seine Tochter Buku Abi öffentlich, Kelly habe auch sie sexuell missbraucht.

## Diskografie
Studioalben

| Jahr | Titel Musiklabel                             | Höchstplatzierung, Gesamtwochen, AuszeichnungChartplatzierungen (Jahr, Titel, Musiklabel, Platzierungen, Wochen, Auszeichnungen, Anmerkungen) | Höchstplatzierung, Gesamtwochen, AuszeichnungChartplatzierungen (Jahr, Titel, Musiklabel, Platzierungen, Wochen, Auszeichnungen, Anmerkungen) | Höchstplatzierung, Gesamtwochen, AuszeichnungChartplatzierungen (Jahr, Titel, Musiklabel, Platzierungen, Wochen, Auszeichnungen, Anmerkungen) | Höchstplatzierung, Gesamtwochen, AuszeichnungChartplatzierungen (Jahr, Titel, Musiklabel, Platzierungen, Wochen, Auszeichnungen, Anmerkungen) | Höchstplatzierung, Gesamtwochen, AuszeichnungChartplatzierungen (Jahr, Titel, Musiklabel, Platzierungen, Wochen, Auszeichnungen, Anmerkungen) | Anmerkungen                                                    |
| Jahr | Titel Musiklabel                             | DE | AT | CH | UK | US | Anmerkungen                                                    |
| ---- | -------------------------------------------- | --- | --- | --- | --- | --- | -------------------------------------------------------------- |
| 1993 | 12 Play Jive Records (Zomba)                 | — | — | — | UK20 Gold · (61 Wo.)UK | US2 ×6Sechsfachplatin · (65 Wo.)US | Erstveröffentlichung: 9. November 1993 Verkäufe: + 7.200.000   |
| 1995 | R. Kelly Jive Records (Zomba)                | DE69 (9 Wo.)DE | — | — | UK18 Gold · (13 Wo.)UK | US1 ×5Fünffachplatin · (68 Wo.)US | Erstveröffentlichung: 13. November 1995 Verkäufe: + 6.200.000  |
| 1998 | R. Jive Records (Zomba)                      | DE8 Gold · (34 Wo.)DE | AT45 (7 Wo.)AT | CH26 Gold · (27 Wo.)CH | UK27 Platin · (30 Wo.)UK | US2 ×8Achtfachplatin · (51 Wo.)US | Erstveröffentlichung: 10. November 1998 Verkäufe: + 12.400.000 |
| 2000 | TP-2.com Jive Records (Zomba)                | DE2 Gold · (50 Wo.)DE | AT36 (9 Wo.)AT | CH6 Gold · (31 Wo.)CH | UK21 Gold · (5 Wo.)UK | US1 ×4Vierfachplatin · (58 Wo.)US | Erstveröffentlichung: 7. November 2000 Verkäufe: + 6.000.000   |
| 2003 | Chocolate Factory Jive Records (Zomba)       | DE18 (8 Wo.)DE | — | CH24 (7 Wo.)CH | UK10 Gold · (27 Wo.)UK | US1 ×2Doppelplatin · (60 Wo.)US | Erstveröffentlichung: 17. Februar 2003 Verkäufe: + 5.100.000   |
| 2004 | Happy People/U Saved Me Jive Records (Zomba) | DE10 (6 Wo.)DE | AT60 (2 Wo.)AT | CH21 (5 Wo.)CH | UK11 Gold · (11 Wo.)UK | US2 ×3Dreifachplatin · (15 Wo.)US | Erstveröffentlichung: 24. August 2004 Verkäufe: + 5.200.000    |
| 2005 | TP-3: Reloaded Jive Records (Sony BMG)       | DE26 (5 Wo.)DE | AT75 (1 Wo.)AT | CH30 (7 Wo.)CH | UK23 Silber · (8 Wo.)UK | US1 Platin · (20 Wo.)US | Erstveröffentlichung: 5. Juli 2005 Verkäufe: + 2.000.000       |
| 2007 | Double Up Jive Records (Sony BMG)            | DE46 (2 Wo.)DE | — | CH39 (3 Wo.)CH | UK10 (4 Wo.)UK | US1 Platin · (21 Wo.)US | Erstveröffentlichung: 29. Mai 2007 Verkäufe: + 1.500.000       |
| 2009 | Untitled Jive Records (Sony)                 | — | — | — | — | US4 (17 Wo.)US | Erstveröffentlichung: 30. November 2009 Verkäufe: + 500.000    |
| 2010 | Love Letter Jive Records (Sony)              | — | — | — | — | US6 Gold · (31 Wo.)US | Erstveröffentlichung: 14. Dezember 2010 Verkäufe: + 500.000    |
| 2012 | Write Me Back RCA Records (Sony)             | — | — | — | — | US5 (18 Wo.)US | Erstveröffentlichung: 25. Juni 2012 Verkäufe: + 253.000        |
| 2013 | Black Panties RCA Records (Sony)             | — | — | — | — | US4 Gold · (24 Wo.)US | Erstveröffentlichung: 6. Dezember 2013 Verkäufe: + 500.000     |
| 2015 | The Buffet RCA Records (Sony)                | — | — | — | — | US16 (8 Wo.)US | Erstveröffentlichung: 11. Dezember 2015 Verkäufe: + 65.673     |